# Deporte en Japón
El deporte en Japón cuenta con gran diversidad de competiciones, ligas profesionales y aportaciones a la escena internacional, y está representado en los Juegos Olímpicos por el Comité Olímpico Japonés. Aunque oficialmente no hay deporte nacional en Japón, se reconoce a la lucha sumo como el principal estandarte deportivo de ese país, junto con las artes marciales tradicionales del karate, kendo y judo.
Entre las ligas profesionales, los deportes con más seguimiento en el país asiático son el béisbol, representado profesionalmente por la Liga Japonesa de Béisbol Profesional y el fútbol, a través de su liga J. League aunque desde la década de 1990. También es destacable la importancia de las competiciones universitarias y escolares, con una apuesta por el deporte de base en todas las modalidades.

## Historia

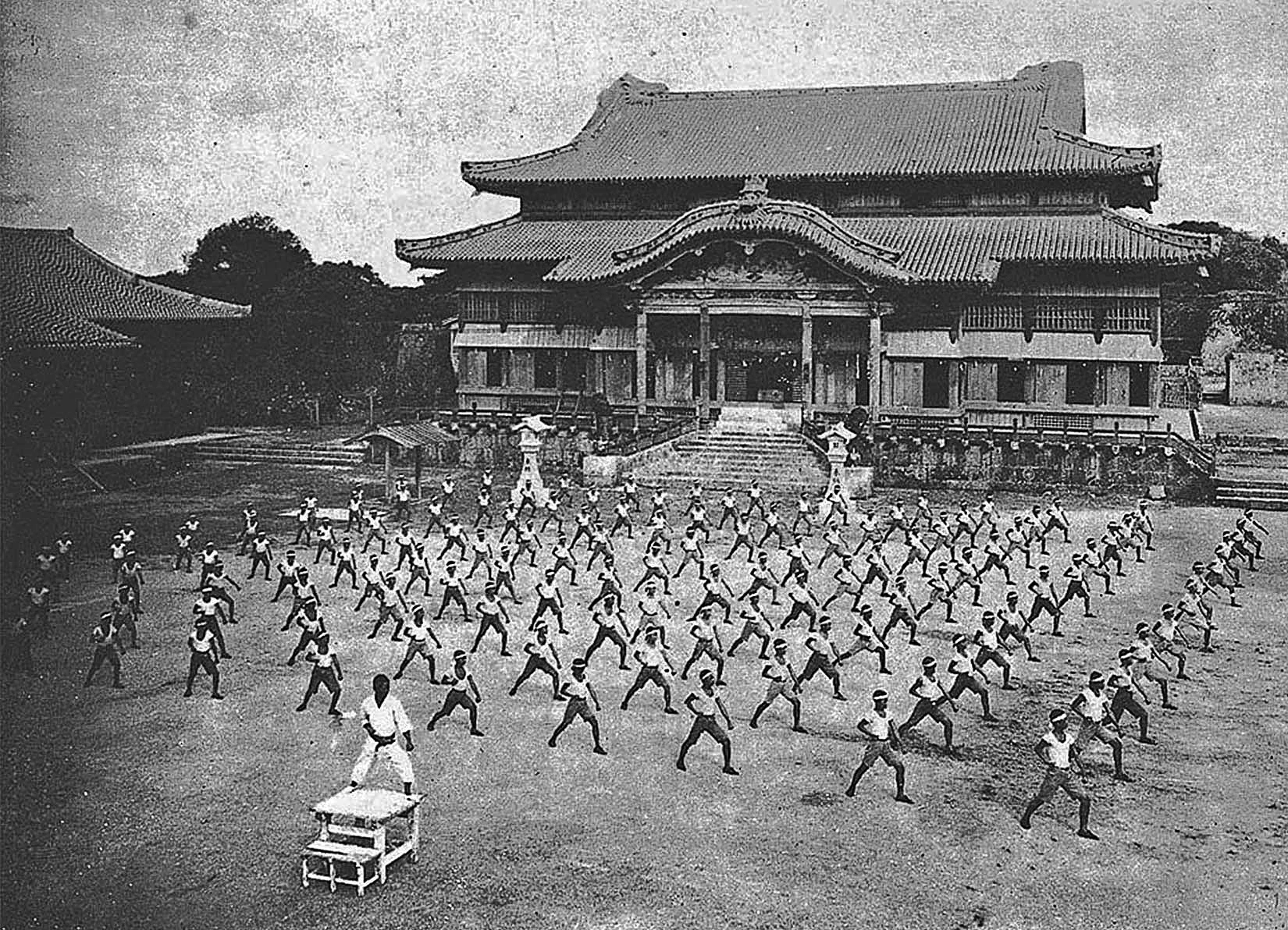
Demostración de karate frente al castillo Shuri, Okinawa en 1938.

Antes de la era Meiji, el deporte con más expectación del país era la lucha sumo, que además de ser un evento deportivo contaba con rituales relacionados con el sintoísmo. A partir de la era Kamakura, muchas artes marciales tradicionales como el Kyūdō, variante del tiro con arco en que los samurái se ejercitaban en tiempos de guerra, comenzaron a ser vistos como competiciones.
Los deportes se confirmaron en la era Edo como una forma popular de pasatiempo, tales como el Kyūdō o la caza. Sin embargo, deportes como el sumo se vieron perjudicados por las apuestas deportivas, lo que obligó a las autoridades a perseguir el juego. Durante esa época las artes marciales tradicionales (judo, karate, y la esgrima kendo) también crecieron y aunque por norma general se consideraban como una disciplina para el cuerpo y la mente, existían competiciones entre diferentes escuelas y modalidades.
Con la era Meiji, Japón vio la aparición de deportes occidentales y nuevas modalidades. Las universidades popularizaron los partidos de béisbol, fútbol y rugby entre otros, y en 1911 se introdujeron los deportes de invierno gracias a atletas e inmigrantes austriacos. No fue hasta el final de la Segunda Guerra Mundial cuando las competiciones se popularizaron a través de los torneos universitarios, difundidos gracias a la radio y televisión. El béisbol se convirtió en el deporte más popular de Japón.
A mediados del siglo XX, se produjo también la profesionalización de los deportes más vistos, con la reforma de la liga japonesa de béisbol. El espaldarazo definitivo fueron los Juegos Olímpicos de Tokio en 1964, que popularizaron muchos deportes hasta entonces desconocidos para el público nipón. A su vez, este evento supuso la primera participación del judo como deporte olímpico, lo que popularizó este arte marcial en todo el mundo.
En los últimos años, la supremacía del béisbol se ha visto afectada por la llegada de otros deportes, como el fútbol profesional en 1992, las competiciones de artes marciales mixtas a mediados del siglo XX d. C., los campeonatos de lucha libre profesional, y los deportes de motor, especialmente automovilismo y motociclismo de velocidad. El desarrollo de la industria japonesa del motor propició nuevos equipos y la formación de pilotos, e incluso modalidades propias como las derrapadas.
Japón también ha organizado eventos mundiales como Sapporo 1972 y Nagano 1998 en deportes de invierno, o el Mundial de fútbol de 2002 junto a Corea del Sur.
El Gobierno de Japón instauró el segundo lunes del mes de octubre como día nacional del deporte y la salud (体育の日, Taiiku no hi).

## Deportes tradicionales
La mayor aportación de Japón a la escena deportiva son las diferentes ramas de artes marciales. Las que tienen más practicantes tanto en ese país como en el resto del mundo son el judo, deporte olímpico desde 1964, el karate y la esgrima kendo en sus distintas modalidades. Estos deportes se han visto más influenciados por la competitividad que no existe en disciplinas más tradicionales como el Jūjutsu, el Aikido, el Iaido, y el Kyudo. 
La competición más tradicional dentro del país es la lucha sumo, considerado de facto como deporte nacional. Los encuentros cuentan con una gran asistencia de público, las luchas más importantes son retransmitidas por televisión, y los campeones de sumo (yokozuna) son considerados celebridades. Su organismo regulador es la Asociación japonesa de sumo.

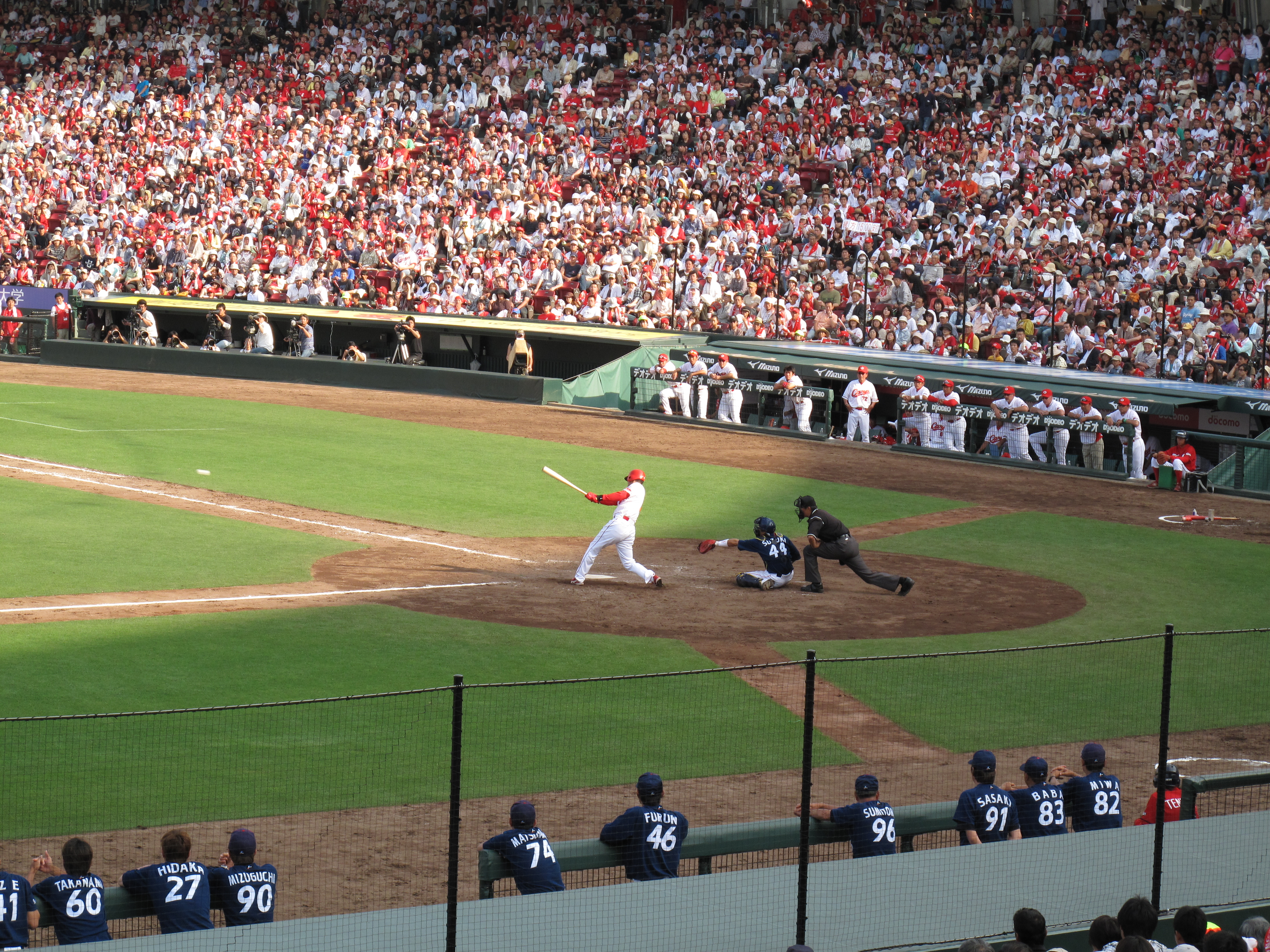
Béisbol en el estadio de Hiroshima.

El deporte occidental más practicado en Japón es el béisbol y luego le sigue el fútbol seguido por el rugby, tanto a nivel profesional como en competiciones escolares.

### Béisbol
El béisbol cuenta con una liga profesional, la Liga Japonesa de Béisbol Profesional, en la que participan 12 equipos controlados por las grandes empresas y multinacionales japonesas. El béisbol se hizo el deporte más popular al ser introducido en la era Meiji por inmigrantes estadounidenses como el profesor Horace Wilson, quien creó un equipo escolar. Este deporte cuenta además con competiciones universitarias y de institutos con mucha aceptación. Además su selección nacional ha conquistado en tres ocasiones (2006, 2009 y 2023) el Clásico Mundial de Béisbol.
Ichiro Suzuki y Shohei Ohtani son los primeros y únicos dos jugadores japoneses que recibieron el Premio al Logro Histórico del Comisionado, otorgado por el Comisionado de la MLB.

### Fútbol
En los años 1990 se hizo popular el fútbol, deporte presente en campeonatos escolares pero que no contó con una liga profesional hasta 1992, cuando se creó la J. League. A la rápida implantación del fútbol en la sociedad nipona contribuyeron la clasificación de Japón para la Copa del Mundo de 1998, y la organización de la Copa del Mundo de 2002.
Históricamente, Japón ha sido el escenario de diversas competiciones internacionales de fútbol. La Copa Intercontinental que definía al campeón mundial de clubes se jugó en Japón entre 1980 y 2004, año en que se dejó de disputar para dar paso a la Copa Mundial de Clubes de la FIFA, que también se disputó en el país entre los años 2005 y 2008, y luego en dos ocasiones más en 2011 y 2012. También fue el país organizador de la extinta Copa Sanwa Bank y la actual Copa Suruga Bank, que enfrentan a los campeones japoneses contra los campeones de otros países. Es por esta razón que varios clubes del resto del mundo han tenido la oportunidad de visitar Japón en varias ocasiones, como el caso del Club Atlético Boca Juniors de Argentina, que ha disputado competiciones en suelo japonés en cuatro ocasiones (2000, 2001, 2003 y 2007),  al igual que el Club Atlético Independiente (1984, 1995, 1996 y 2011) y el Club Atlético River Plate (1986, 1996 y dos veces en 2015). Japón también fue sede de la Copa Mundial de Clubes 7 veces, y a medida que seguía siendo la sede, varios japoneses se convirtieron en fieles hinchas de los equipos que participaban en los campeonatos, entre ellos el Barcelona de España, el River Plate de Argentina, el Milan de Italia y el Bayern Münich de Alemania.
El país ha contado con futbolistas que han logrado hitos tanto a nivel internacional, tales como:
- Kunishige Kamamoto, máximo goleador de los Juegos Olímpicos de México 1968 y de la propia Selección japonesa.
- Keisuke Honda, máximo goleador japonés en la Copa Mundial de la FIFA y único en convertir en tres ediciones consecutivas.
- Masashi Nakayama, primer jugador japonés en marcar un gol en una Copa Mundial de la FIFA.
- Yasuhito Endō, jugador con más partidos internacionales (152).
- Yasuhiko Okudera, primer jugador japonés en una liga importante de Europa (Bundesliga).
- Kazuyoshi Miura, galardonado como Futbolista Asiático del Año en 1993 y también actualmente la persona de mayor edad que sigue jugando al fútbol profesional.
- Hidetoshi Nakata, dos veces galardonado como Futbolista Asiático del Año en 1997 y 1998.
- Homare Sawa, galardonada como Jugadora Mundial de la FIFA en 2011 y una de las dos únicas jugadoras de ambos sexos que participaron en seis finales de la Copa del Mundo.
- Shinji Ono, galardonado como Futbolista Asiático del Año en 2002, año en que el país hizo un buen papel como anfitrión de un Mundial.

### Rugby
Fue traído luego de terminar el cierre del país al exterior cuando empezaron a mandar estudiantes japoneses a Inglaterra a las universidades inglesas donde el rugby es un deporte universitario por excelencia y también era un entrenamiento militar común inglés que fue traído por los japoneses al volver a Japón.

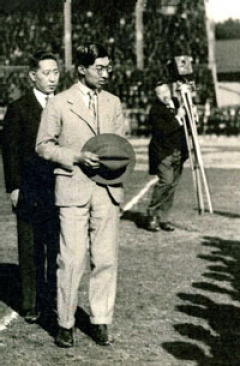
Príncipe Chichibu fue uno de los grandes impulsores del rugby en Japón.

Tuvo una aceptación importante en el Japón del siglo XX pero el régimen de Hideki Tojo no le gustó que una práctica occidental estuviera destruyendo los principios militares japoneses lo cual afecto mucho su popularidad, para luego mantenerse a la sombra de los deportes tradicionales y del emergente Béisbol que tuvo más influencia televisiva pero siempre se logró catalogar como un deporte universitario.
Logró tener más notoriedad en el Japón de mediados del siglo XX cuando equipos nacionales y clubes importantes empezaron a hacer giras en Japón, logrando mantener la popularidad, hasta que en la década de los años 1990 empezaron a promover el profesionalismo y comercialización del rugby más allá de un deporte universitario.
La selección de rugby de Japón también llamada "Flores de Cerezo" (Flor Tradicional de Japón) es la más destacada de Asia, habiendo clasificado en todas las ediciones de la Copa del Mundo de Rugby. Ha logrado victorias ante Sudáfrica, Gales, Escocia, Argentina, Fiyi, Samoa, Tonga, Canadá y Estados Unidos. En tanto, el Seven de Japón ha formado parte del calendario de la Serie Mundial de Rugby 7. La selección de rugby 7 ha obtenido el quinto puesto en la edición 2000 y el séptimo en 2015.
El ex primer ministro Yoshirō Mori es un gran fanático y luego de terminar su cargo fue elegido presidente de la federación de rugby de su país y buscó la candidatura de Japón para el mundial del 2011 y que Japón organizara la Copa Mundial de Rugby de 2019.

### Artes marciales mixtas
Las artes marciales mixtas (MMA) son el deporte de combate más popular en Japón desde los años 1970, y el país es considerado como una potencia mundial. El primer ejemplo de este deporte en Japón fue el histórico combate entre el el luchador nipón Antonio Inoki y el boxeador estadounidense Muhammad Ali. El clásico enfrentamiento entre un boxeador profesional y un luchador profesional se volvió amargo cuando cada uno se negó a participar en el estilo de lucha del otro, y después de un punto muerto de 15 asaltos se declaró empate.
Entres los artistas marciales mixtos nipones destacados están Takanori Gomi, Kazushi Sakuraba, Kazuyuki Fujita, Hidehiko Yoshida, Tatsuya Kawajiri, Yoshitaka Naito, Tatsuro Taira o Shinya Aoki.
La promoción japonesa PRIDE Fighting Championships fue una de las organizaciones más importantes del mundo, y fue llamada «la Meca del MMA» debido a que reunía a los mejores peleadores de Japón y el mundo hasta su desaparición en 2007. Hoy en día existen promociones como Rizin Fighting Federation (la más importante del país), Pancrase, Shooto y ZST.

### Tenis
Japón ha albergado numerosos torneos de tenis profesionales, entre ellos el Masters Grand Prix de 1970, y actualmente el Torneo de Tokio, el Premier de Tokio y el Torneo de Osaka. El tenista masculino más destacado del país ha sido Kei Nishikori, finalista del Abierto de Estados Unidos 2014 en individuales. Entre las damas, Kimiko Date-Krumm fue semifinalista de tres Grand Slam y fue número 4 del ranking mundial, en tanto que Ai Sugiyama fue número 8.

### Voleibol
La selección masculina de voleibol ha logrado tres medallas en los Juegos Olímpicos, incluyendo un oro en 1972, así como dos terceros puestos en el Campeonato Mundial. Por su parte, la selección femenina ha logrado el primer puesto en el Campeonato Mundial de 2002, así como dos oros y seis medallas en los Juegos Olímpicos. Por su parte, el campeonato japonés de voleibol se disputó por primera vez en 1967.

### Automovilismo
En la Fórmula 1 participaron 20 pilotos japoneses, entre ellos Takuma Satō, Kamui Kobayashi, y Satoru Nakajima. Sato logró un podio y resultó octavo en 2004, mientras que Kobayashi también obtuvo un podio.
Luego de su paso por la F1, Sato actualmente compite en la IndyCar Series, triunfando en el Gran Premio de Long Beach 2013 y las 500 Millas de Indianápolis de 2017 repitiendo en 2020, convirtiéndose en el primer piloto japonés que vence en la IndyCar y en las 500 Millas de Indianápolis. Por otro lado, cuatro pilotos nipones ganaron las 24 Horas de Le Mans: Masanori Sekiya en 1995, Seiji Ara en 2004, Kazuki Nakajima en 2018 y Kamui Kobayashi en 2021.
Una de las categorías locales con mayor importancia es el Super GT, un campeonato de gran turismos, donde han triunfado los japoneses Satoshi Motoyama, Yuji Tachikawa, Juichi Wakisaka, y Masahiko Kageyama, entre otros. Otro campeonato doméstico importante, es el campeonato de monoplazas, Super Fórmula, donde se han destacado los nipones Motoyama, Satoru Nakajima, Kazuyoshi Hoshino, Toranosuke Takagi y Tsugio Matsuda, etc.
El Gran Premio de Japón forma parte del calendario de la Fórmula 1, entre 1976 y 1977 y desde 1987 hasta el presente, donde en muchas ediciones se decidió el campeón mundial de la categoría. Se disputó en la mayoría de las ocasiones en el Circuito de Suzuka, aunque en algunas ocasiones Fuji Speedway albergó dicho Gran Premio. Japón recibió un segundo Gran Premio en 1994 y 1995, con el Gran Premio del Pacífico, disputado en el Circuito Internacional Tanaka.
Además de albergar fechas de Fórmula 1, en Suzuka y Fuji se corrieron rondas válidas por el Campeonato Mundial de Turismos, Campeonato Mundial de Resistencia, y el Campeonato FIA GT. Cabe mencionar que el Twin Ring Motegi, recibió fechas de la CART y de la IndyCar Series. Japón fue sede de una fecha por el Campeonato Mundial de Rally, con el Rally de Japón desde 2004 hasta 2008 y en 2010.

### Otros deportes
En Japón se disputan varias carreras de ciclismo de ruta, entre ellas el Tour de Japón y la Japan Cup.
El golf tiene también mucha popularidad en el país. Su circuito nacional es uno de los más importantes del mundo, y jugadores como Ryo Ishikawa o Hideki Matsuyama han logrado también triunfos en el PGA Tour estadounidense y participado en la Copa de Presidentes.
Otros deportes que destacan en Japón son el baloncesto, el boxeo, la lucha libre (puroresu), el fútbol americano, entre otros.

## Juegos Olímpicos
Tokio fue sede de los Juegos Olímpicos de verano en 1964 y  en 2021. En tanto, el país albergó dos juegos de invierno: Sapporo 1972 y Nagano 1998. 
El país ha competido en todas las ediciones de los Juegos Olímpicos salvo tres: Londres 1948 y Sankt-Moritz 1948 como consecuencia de su derrota en la Segunda Guerra Mundial, y Moscú 1980 en boicot al régimen comunista.
En los juegos de verano, Japón ha conseguido 130 medallas de oro y 398 totales, lo que coloca al país en el 13.º puesto histórico. Acabó en el tercer puesto en las ediciones 1964, 1968 y 2021; el quinto puesto en 1932, 1972, 1976 y 2004. El país lidera el medallero en judo y se ubica en el tercer puesto en gimnasia y vóleibol, cuarto en lucha y nado sincronizado, y quinto en natación.
Por su parte, Japón logró diez medallas de oro y 45 en los juegos de invierno. Su mejor actuación fue en 1998, donde obtuvo el séptimo puesto con cinco oros. Se ubica sexto en el historial de saltos de esquí y combinada nórdica.

## Selecciones nacionales
- Selección de baloncesto de Japón
- Selección femenina de baloncesto de Japón
- Selección de balonmano de Japón
- Selección de béisbol de Japón
- Selección de fútbol de Japón
- Selección Femenina de futbol de Japón
- Selección de fútbol de sala de Japón
- Selección masculina de hockey sobre hierba de Japón
- Selección femenina de hockey sobre hierba de Japón
- Selección de rugby de Japón
- Selección de rugby 7 de Japón
- Selección masculina de voleibol de Japón
- Selección femenina de voleibol de Japón
- Equipo de Copa Davis de Japón